# Straßenbahn Antalya
Die Straßenbahn Antalya (AntRay) ist Teil des öffentlichen Personennahverkehrs in der türkischen Metropole Antalya. Sie wird vom Unternehmen Antalya Ulaşım A.Ş. betrieben.

## Antray

### Netz
Der erste Streckenabschnitt der modernen Straßenbahn AntRay wurde im Dezember 2009 zwischen dem Norden der Stadt und der Innenstadt eröffnet. Dieser hat 16 Haltestellen, darunter eine unterirdische Station am Busbahnhof und ein Depot am nördlichen Ende von Fatih. Die Linie verläuft zweimal durch einen Tunnel und hat dabei folgenden Verlauf: Fatih – Kepezaltı – Ferrokrom – Vakıf Çiftliği – Otogar – Pil Fabrikası – Dokuma – Çallı – Emniyet – Sigorta – Sarampol – Muratpaşa – İsmetpaşa – Doğu Garajı – Burhanettin Onat – Meyu.
2015 erhielt Makyol durch die Ausschreibung des Verkehrsministeriums den Zuschlag für den Ausbau des Netzes zum Flughafen, nach Aksu und zur Expo 2016. Das Projekt sollte innerhalb von 450 Tagen bis Dezember 2016 abgeschlossen sein. Die Testläufe begannen jedoch schon am 23. April 2016 mit einer Zeremonie, also etwa 300 Tage vor dem ursprünglich geplanten Termin. Die 15,4 Kilometer lange Verlängerung Meydan zur Expo 2016 führt über eine 2,4 Kilometer lange Abzweigung zum Flughafen und hat 15 Haltestellen. Die neuen Straßenbahnhaltestellen sind Kışla – Topçular – Demokrasi – Cırnık – Altınova – Yenigöl – Sinan – Yonca Kavşak – (Havalimanı / Flughafen) – Pınarlı ANFAŞ – Kurşunlu – Aksu-1 – Aksu-2 – Aksu-3 – EXPO-Gelände. Hierbei verkehrt die Linie 1A zum Flughafen sowie die Linie 1B zum EXPO-Gelände.
Am 11. August 2019 erfolgte die Eröffnung einer zweiten, zunächst 8,5 Kilometer langen Stadtbahnlinie mit der Nummer T3 zwischen Varsak im Norden und Atatürk nähe des Stadtzentrums. Diese wurde am 25. Oktober 2021 um 6,5 Kilometer zur Station Müze verlängert, an der eine Umsteigemöglichkeit zur historischen Straßenbahnlinie T2 besteht. Sie ist insgesamt rund 15 km lang und erschließt u. a. den Busbahnhof (Otogar), das Universitätskrankenhaus, das Forschungskrankenhaus und das Museum Antalya.
| Linie | Streckenabschnitt                    | Länge in km | Eröffnungsdatum   | Bemerkung               |
| ----- | ------------------------------------ | ----------- | ----------------- | ----------------------- |
| T1    | Fatih–Meydan                         | 10,9        | 25. Dezember 2009 |                         |
| T1A/B | Meydan–Yonca Kavşak–Havalimanı/–EXPO | 17,3        | 8. Juni 2016      | eingeschränkter Betrieb |
| T1A/B | Meydan–Yonca Kavşak–Havalimanı/–EXPO | 17,3        | 14. Juli 2016     | Regelverkehr            |
| T3    | Varsak–Atatürk                       | 11,0        | 11. August 2019   |                         |
| T3    | Atatürk–Müze                         | 6,9         | 25. Oktober 2021  |                         |

### Fahrzeuge

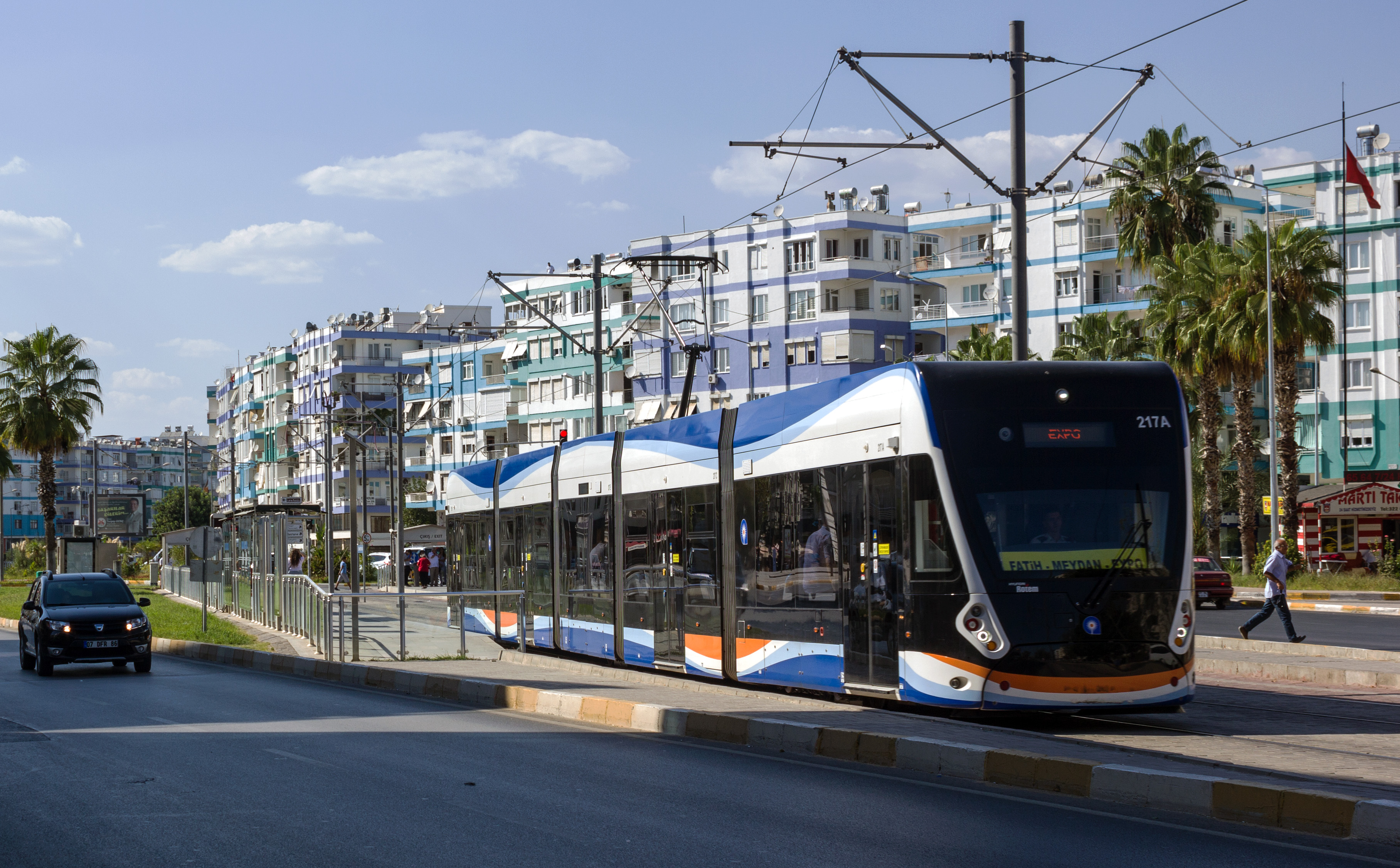
Antray-Fahrzeug von Eurotem

Als Rollmaterial stehen drei Serien fünfteiliger, niederfluriger Multigelenkwagen zur Verfügung. Zur Eröffnung lieferte 2009 CAF 14 Urbos 2. Im August 2015 erhielt Eurotem, ein Joint Venture der südkoreanischen Hyundai Rotem und des türkischen Herstellers Tüvasaş, den Zuschlag für die Lieferung von 18 neuen Fahrzeugen, die man aufgrund der Verlängerung der Straßenbahnlinie benötigte. Sie wurden 2016 ausgeliefert. 2022 und seit 2024 werden zudem insgesamt 15 Fahrzeuge des Herstellers Bozankaya ausgeliefert. Im April 2024 waren zwei Wagen vorhanden.

## Historische Straßenbahn

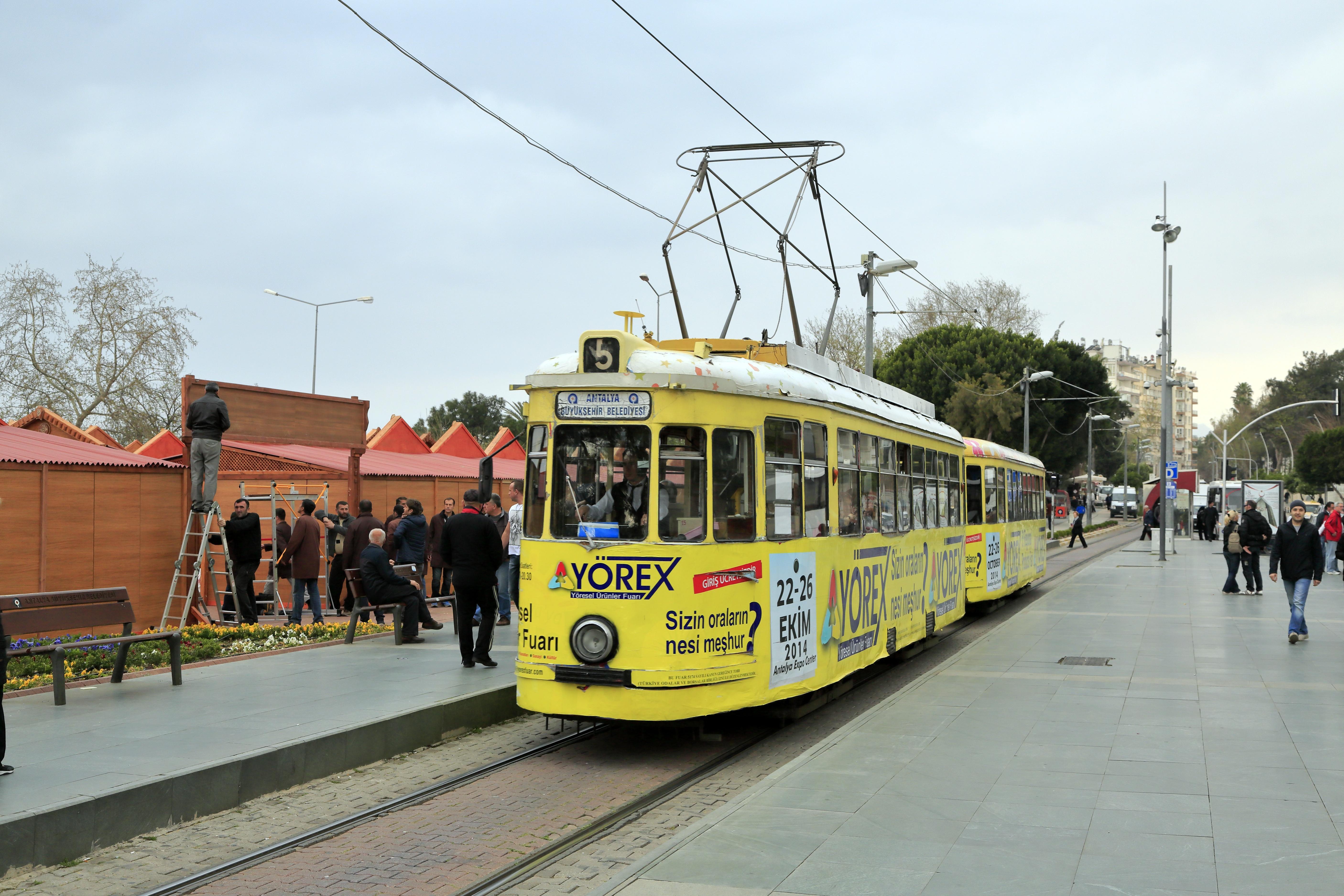
Nostalgie-Straßenbahn

Eine 4,7 km lange eingleisige historische Straßenbahnlinie (oder nostalgische Straßenbahn; türkisch: Nostalji tramvay hattı) wurde 1999 eröffnet. Die Straßenbahn fährt vom Museum Antalya entlang des Hauptboulevards durch das Stadtzentrum in Kale Kapısı, Hadrianstor, Karaalıoğlu Park und endet auf dem Weg nach Lara Plajı (Strand) im Osten. Der Linienverlauf ist wie folgt: Müze – Barbaros – Meslek Lisesi – Selekler – Cumhuriyet Meydanı – Kale Kapısı – Üç Kapılar – Büyükşehir Belediyesi – Işıklar – Zerdalilik. Als Rollmaterial stehen drei Trieb- und drei Beiwagen zur Verfügung (Stand April 2024), die 1998 von der Straßenbahn Nürnberg übernommen wurden. Es handelt sich dabei um vierachsige Einrichtungs-Großraumwagen, die in den Jahren 1958 bis 1960 sowie 1964 ausgeliefert worden waren. Die von MAN gebauten Triebwagen erhielten die Nummern 1, 3 und 5, die von Duewag gebauten Beiwagen die Nummern 2, 4 und 6.
Die historische Straßenbahn und Antray verlaufen zwar an zwei Stellen sehr nah aneinander vorbei, eine Kreuzung oder Gleisverbindung ist jedoch nicht vorhanden.

## Ausbauplanungen
Mittelfristig wird eine Verknüpfung der Straßenbahnlinie T3 mit der historischen Straßenbahn angestrebt. Dieser Abschnitt soll zunächst zweigleisig ausgebaut werden und nach der Durchbindung eine Linienlänge von 23 km aufweisen.
Zudem gibt es Planungen für den Bau einer dritten Stadtbahnlinie zwischen Konyaalti und Yesilirmak. Umsteigestationen sind hierbei an den Stationen Egitim Arastima (T3) sowie Muratpasa (T1A/T1B) und Yesilirmak (T3) vorgesehen.